# Agatha Levina Geelvinck

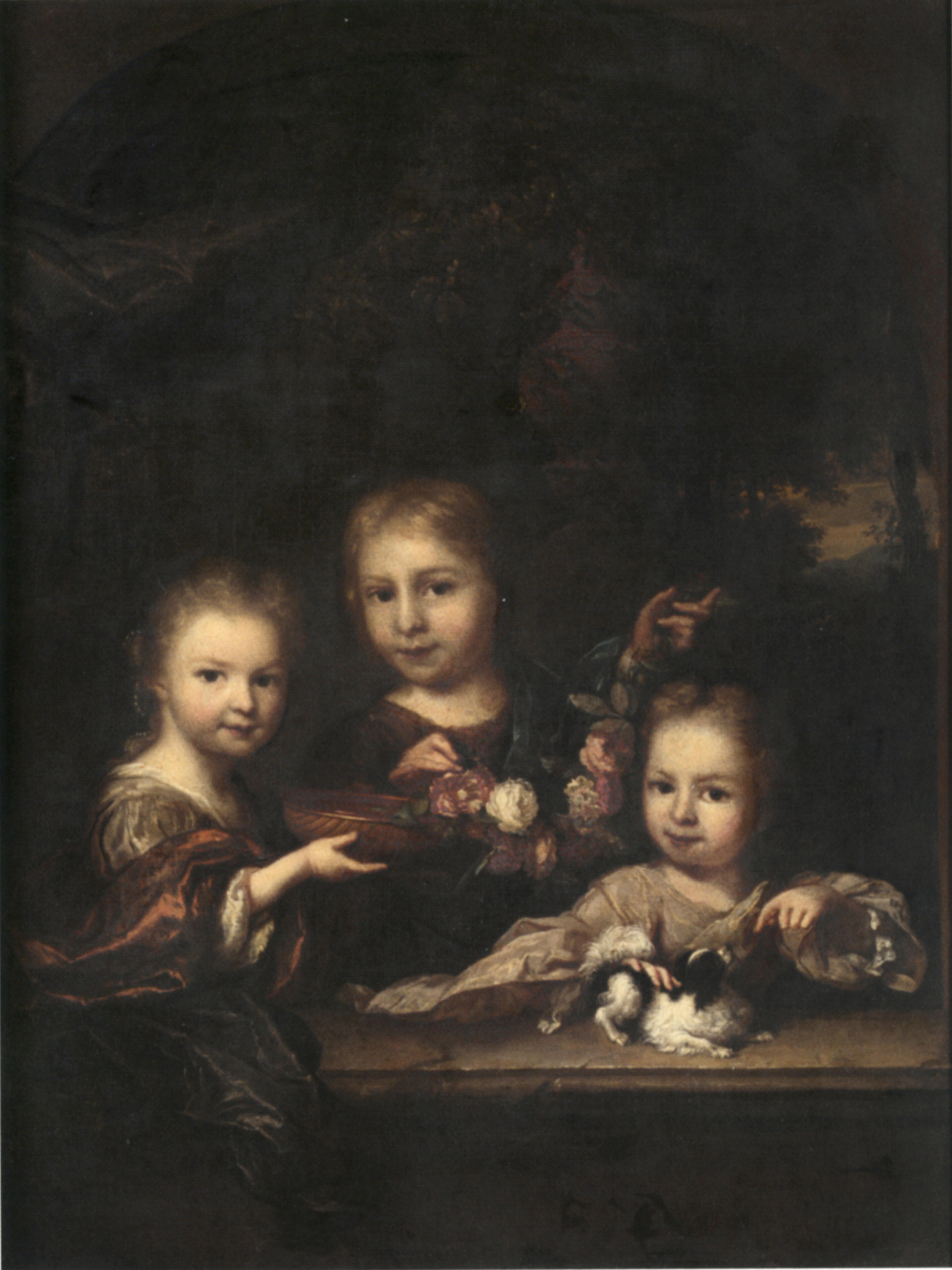
Links Agatha Levina Geelvinck geschilderd door Arnold Boonen omstreeks 1705, rechts van haar broer Joan en zus Anna Elisabeth

Agatha Levina Geelvinck (Amsterdam, 8 juni 1701 - 12 maart 1761) was in de achttiende eeuw een van de rijkste Amsterdamse vrouwen en eigenaar van divers onroerend goed aan de Amsterdamse grachten. Geelvinck was in 1729 getrouwd met Dirck Trip, raad bij de Admiraliteit van Amsterdam (1743-1747), schepen (1726) en later burgemeester van Amsterdam in 1735, 1742 en 1748.

## Biografie
Agatha Levina Geelvinck was de dochter van  de Amsterdamse burgemeester Lieve Geelvinck en Agatha Theodora van Bambeeck. De familie Geelvinck was staatsgezind en financiële specialisten. In 1729 trouwde Agatha Levina Geelvinck met Dirck Trip (1691-1748) die in 1742 de rijkste man van Amsterdam was. Hij had drie kinderen uit een eerder huwelijk met Christina Eygels. In 1732 beviel Geelvinck van haar zoon, Jan Trip. Toen haar echtgenoot in 1748 overleed woonde het echtpaar op Herengracht 539. Er bleek 1.392.000 gulden te verdelen.

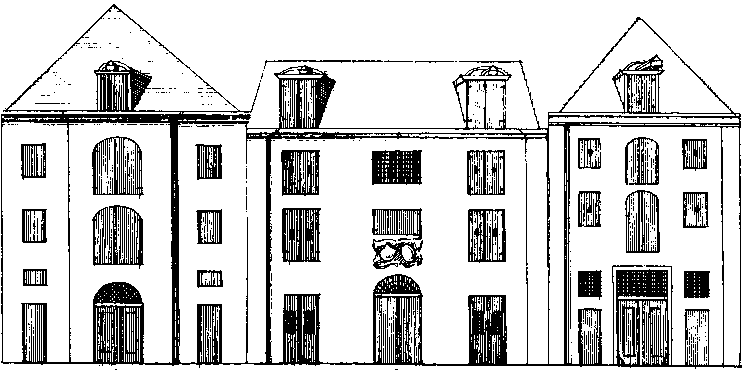
Koetshuizen Keizersgracht 633, 635 en 637 rond 1770 door Caspar Philips

Na het overlijden van haar echtgenoot verhuisde Agatha Geelvinck naar Herengracht 518. Dat pand erfde zij in 1749 van haar oudtante Sara Hinlopen. Bij de erfenis behoorde tevens het pakhuis de Katoenboom op de Keizersgracht 633. Agatha Geelvinck betrok samen met haar zoon het statige pand, dat werd aangepast aan de laatste mode, zoals een Rococo-plafond. Zij woonde in haar laatste jaren naast haar stiefmoeder Anna de Haze op Herengracht 520 en kocht in 1753 Herengracht 516 voor haar zoon.
Agatha Geelvinck was tevens eigenares van de buitenplaats Waterland in Velsen. Haar zoon Dirk Trip (de jonge) trouwde in 1760 met Jacoba Elisabeth van Strijen, een kleindochter van Joan Blaeu. Deze nobele en genereuze kapitein bij de schutterij stierf op 28-jarige leeftijd (1763). In haar testament had Geelvinck beschreven dat ze onder andere 5.000 gulden naliet aan de Amsterdamse Stads Armen scholen en de Openbare Werk- en Leerschool voor meisjes.